# Dagan

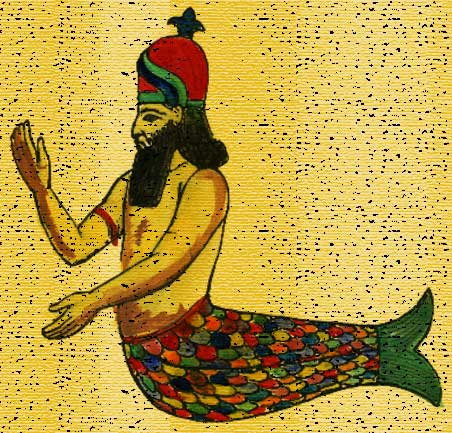
Een moderne interpretatie van Dagan.

Dagan of Dagon was een vruchtbaarheidsgod en god van het koren en de landbouw in de Kanaänietische en in de Mesopotamische mythologie, die vereerd werd door de vroegere Amorieten, door de volken van Ebla en Ugarit. De hoofdgod Dagon van de latere Filistijnen, die door de Israëlieten gedemoniseerd werd, was mogelijk dezelfde of alleszins van de vruchtbaarheidsgod afgeleid. Dagon kwam uitdrukkelijk voor in Filistijnse opvattingen over dood en leven na de dood.
Men beschouwde Dagan vaak als voorvader van Baäl, de heer van regen en vruchtbaarheid. Verschillende koningen van Akkad en Babylonië verklaarden zichzelf "Zonen van Dagan" (onder meer Hammurabi en Assurnasirpal II.)
In de stad Ashdod werd in de 4e eeuw na Chr. een Dagon vereerd, maar hij was daar een godheid die met de zee werd geassocieerd (Dag betekent vis in het Hebreeuws). Hij werd hier afgebeeld met een vissestaart. Er stond een tempel voor deze Dagon in Gaza, welke volgens de Bijbel door Simson werd vernietigd doordat die er de draagzuilen van neerhaalde. Er is nog discussie over de identiciteit van Dagon met Dagan.

## Naamherkomst en etymologie
Zijn naam komt voor in Ugaritisch als dgn (waarschijnlijk gevocaliseerd als Dagnu), in het Akkadisch als Dagana, Daguna, in het Hebreeuws als דגון (in moderne transcriptie Dagon, Tiberisch Hebreeuws Dāḡôn), en in moderne talen meestal als Dagan.
In het Ugaritisch betekent dgn ook graan. Zo is ook in het Hebreeuws dāgān, Samaritaans dīgan, een archaïsch woord voor graan, misschien gerelateerd aan Midden-Hebreeuws en Joods-Aramees dgnʾ 'opengesneden worden' of het Arabisch dagn 'regen-(wolk). De Fenicische schrijver Sanchuniathon zegt ook dat Dagon Siton betekent, het Griekse woord voor graan. Sanchuniathon verklaart verder: "En Dagon werd, nadat hij graan en ploeg ontdekte, Zeus Arotrios genoemd." Arotrios betekent "ploeger", "landbouw aangaande".

## Historische en archeologische bronnen
De god Dagon verschijnt voor het eerst in uitgebreidere optekeningen rond 2500 v.Chr. in de Syrische Mari-teksten en in Amoritische persoonsnamen waarbij de goden Ilu (El), Dagan, en Adad algemeen voor komen. 
In Ebla (Tell Mardikh) was Dagan vanaf minstens 2300 v.Chr. de hoofdgod van het pantheon van de stadstaat met zo'n 200 goden. Hij droeg er de epitheta BE-DINGIR-DINGIR, "Heer van de goden" en Bekalam, "Heer van het land". Zijn gezellin stond bekend als Belatu, "Dame". Beiden werden vereerd in een groot tempelcomplex genaamd E-Mul, "Huis van de Ster". Er waren een volledig kwartier en verschillende stadspoorten in Ebla genoemd naar Dagan. Dagan wordt ti-lu ma-tim, "dauw van het land" genoemd en ook Be-ka-na-na, mogelijk "Heer van Kanaän. Hij werd ook als de heer van vele steden genoemd: Tuttul, Irim, Ma-Ne, Zarad, Uguash, Siwad, en Sipishu.
In een brief aan koning Zimri-Lim van Mari uit 1900 v.Chr. en geschreven door Itur-Asduu (ambtenaar aan het hof van Mari en gouverneur van de Bijbelse stad Nahor) wordt een interessante referentie naar Dagan gemaakt. (ANET, p. 623). Het gaat over een droom van een 'man van Shaka' waarin Dagan verscheen. Daarin weet Dagan Zimri-Lims mislukking in het onderwerpen van de koning van de Yaminiten aan diens falen verslag aan Dagan uit te brengen in Terqa. Dagan belooft alsnog, indien Zimri-Lim daarmee klaar is, dat hij 'de koningen van de Yaminiten gebraden aan een vissersspit voor hem zal neerleggen.' 
Rond 1300 v.Chr. had Dagon een grote tempel in Ugarit en stond er derde in het pantheon waarin hij een vadergod en Ēl opvolgde met na hem Baīl Ṣapān. Dat was de god Haddu of Hadad/Adad. Maar in de mythologische teksten van Ugarit wordt Dagon alleen vermeld als doorgaand voor de vader van de god Hadad.
Volgens Sancuniathon was Dagon de broer van Ēl/Kronos en evenals hij zoon van de Hemel/Uranus en Aarde en was hij niet werkelijk de vader van Hadad. Want Hadad werd door de Hemel voortgebracht bij een concubine voor hij werd gecastreerd door zijn zoon, Ēl, waarna de in verwachting zijnde concubine aan Dagon werd gegeven. Dus volgens deze versie is Dagon dan de halfbroer en stiefvader van Hadad. Voor de rest is er praktisch geen mythologie over Dagon overgebleven.
Dagan wordt occasioneel vermeld in vroege Sumerische teksten. Hij treedt daar pas op de voorgrond in latere Akkadische inscripties. Deze stellen hem voor als een machtige krijgshaftige beschermer die soms met Enlil wordt gelijkgesteld. De vrouw van Dagan was volgens bepaalde bronnen de godin Sjala (ook als de vrouw van Adad vernoemd en soms met Ninlil gelijkgesteld). In andere teksten is zijn vrouw Ishara.
Koning Hammurabi noemt zichzelf in de inleiding tot zijn bekende wet 'de onderwerpen van de vestingen langs de Eufraat met de hulp van Dagan, de schepper'. Een inscriptie omtrent de expeditie van Naram-Sin naar de Ceder Berg zegt (ANET, p. 268): "Naram-Sin versloeg Arman en Ibla met het 'wapen' van de god Dagan die zijn koninkrijk vergroot". De stele van Ashurnasirpal II (ANET, p. 558) herinnert aan Ashurnasirpal als de gunsteling van Anu en Dagan. In een Assyrisch gedicht komt Dagan naast Nergal en Misharu voor als een doodsrechter. Een laat-Babylonische tekst maakt van hem de onderwereldse gevangenisbewaker van de zeven kinderen van de god Emmesharra.
De Fenicische inscriptie op de sarcofaag van koning Eshmunazar van Sidon (400 v.Chr.) zegt (ANET, p. 662): "Verder gaf de Heer der Koningen ons Dor en Joppa (Jaffa), de machtige landen van Dagon die zich in de vlakte van Sharon bevinden".
Dagan werd soms in koningsnamen gebruikt: Iddin-Dagan (c. 1974–1954 BCE) en Ishme-Dagan (c. 1953–1935). Deze laatste naam werd ook door twee Assyrische koningen gebruikt: Ishme-Dagan I (c. 1782–1742 BCE) and Ishme-Dagan II (c. 1610–1594  v.Chr.).

## Bijbel
Dagon wordt ook in de Hebreeuwse Bijbel vernoemd (1. Boek Samuel 5, 1-7; Boek der Rechters 16, 23ff).